# The Elusive Chanteuse Show Tour
fue la octava gira musical de la cantautora estadounidense Mariah Carey. Incluyó conciertos en Asia y Australia, para promover su decimocuarto álbum de estudio, Me. I Am Mariah… The Elusive Chanteuse. La gira inició el 4 de octubre de 2014 en Tokio, Japón y finalizó el 16 de noviembre de 2014 en Australia.

## Antecedentes
El tour fue anunciado 17 de agosto en la web oficial de Carey con fechas asiáticas. El sitio web de Carey dijo en un anuncio que el «set-list de Carey será una emocionante mezcla de sus más grandes éxitos, canciones favoritas de fans del nuevo disco, además de las selecciones nunca antes realizadas a partir de su primer álbum R&B número 1». Carey comento lo siguiente respecto a la gira: «quiero experimentar la espontaneidad y la emoción que he puesto en este álbum y en el escenario con mis fans (...) No puedo dejar de escribir canciones, así que no se sorprenda si usted oye una nueva canción, que acabo de escribir la noche antes, den tu ciudad!». El 17 de septiembre Carey anunció las fechas de la gira de Australia y de su primer concierto en Nueva Zelanda. El telonero para la etapa australiana fue el cantante Nathaniel.

## Sinopsis

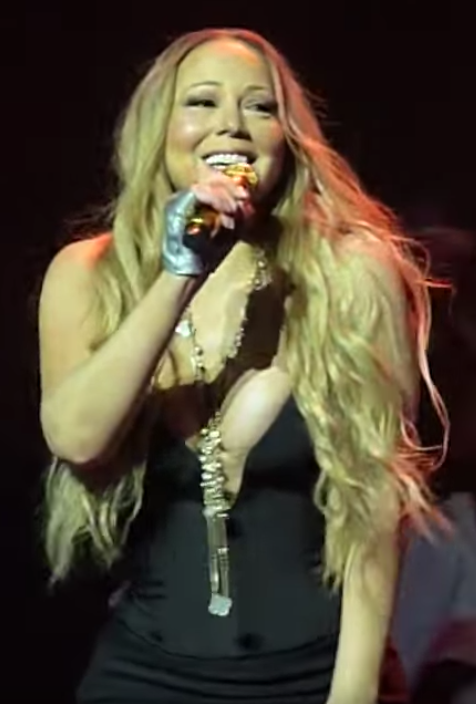
Mariah Carey en 2014 en su gira "The Elusive Chanteuse Show"

El escenario principal tuvo una estructura de una sola planta, con una gran pantalla de fondo de la cantante, que mostraría clips exclusivos, y filmaciones de viejos clips de vídeo desde el catálogo cantantes. El "dibujo animado Mariah" del videoclip de «Heartbreaker» fue reintroducido, y jugó para el «I'm That Chick». Durante el primer show de Carey, estaba usando el micrófono con una firma 'mariposa', sin embargo, se rompió en la primera noche y no se continuó usando en otros espectáculos. En espectáculos selectos, Carey trajo a sus hijos, Moroccan y Monroe a cabo en el escenario durante 'Supernatural', que fue escrito acerca de los dos. Como siempre, se utilizaron los bailarines de la gira, con Carey a menudo uniéndose en el baile.
Durante algunos espectáculos, Carey cantó «All I Want for Christmas Is You» y llevaba un Traje de "'Mrs. Noel". Durante su canción, «Thirsty», Carey haría viajes alrededor de la audiencia con los guardias de seguridad, lo que permite al intérprete estar más cerca del público. Los trajes de Carey variaban en cada espectáculo, por lo general eran algo similares.

## Recepción de la crítica
Kenneth Chaw de The Star, elogió el desempeño en Kuala Lumpur, diciendo que «estaba claro que la cantante sigue siendo una maestra de su oficio». Natasha Ann Zacarías de The Straits Times dio una opinión positiva para el rendimiento en Singapur, escribiendo que la cantante «golpea esas deliciosas altas octavas con facilidad, dando al público una piel de gallina de la buena clase». Alexa Villano de The Rappler, escribió sobre el desempeño de la cantante en Manila: «dio a los aficionados filipinos un espectáculo que no olvidarán en el Mall of Asia Arena». Candice Barnes de The Sydney Morning Herald comento la gira en Perth, calificando la con tres estrellas, describiendo a la cantante de la siguiente forma: «parecía disfrutar de burlarse de sí misma, algo bien recibido por la multitud, pero entregan unos diatribas agresivas pasivas que insinuaban su reputación diva.»
Matt Gilbertson de The Advertiser dio una reseña positiva de la actuación en la ciudad de Adelaida, comentando lo siguiente: «la voz que todos venimos a adorar a lo largo de los años 90 estaba de vuelta. Ella incluso alcanzó esas famosas y penetrantes notas altas del registro de silbido o notas whistle durante «Emotions».» Shuk-Wah Chung de The Guardian dio al rendimiento en Sídney cuatro de cinco estrellas, con la siguiente reseña respecto a la actuación de Carey: «al instante ella redimió con un trino aquí, una voz susurrante allí y una suave caricia de esas curvas de la firma». Joanna Hunkin de The New Zealand Herald dio una opinión positiva para el rendimiento en Auckland, donde Carey golpeó «las notas altas supersónicas» y «realizado los firma gimnasia vocal con relativa facilidad». Suzanne Simonot de The Daily Telegraph elogió el desempeño en Brisbane, diciendo que la cantante «no ha hecho más que lo que ella tiene, ella hace alarde de ello».

## Repertorio
- Across 110th Street (Intro)

1. «Fantasy» (feat. O.D.B.)
2. «Don't Forget About Us»
3. «Emotions»
4. «Honey» (feat. Ma$e)
5. «Always Be My Baby»
6. «Thirsty»
7. «Shake It Off»
8. «Meteorite»
9. «Vision of Love»
10. «Cry»
11. «Don’t Explain» (Billie Holiday Cover)
12. «My All»
13. «I Know What You Want»
14. «Babydoll»
15. «Heartbreaker»
16. «The Roof»
17. «#Beautiful»
18. «I’m That Chick»
19. «Supernatural»
20. «I'll Be There» (con Trey Lorenz)
21. «We Belong Together»
22. «Hero»

- Butterfly Reprise (Outro)

Notas;
- Durante las actuaciones en China y Japón, Carey interpretó su éxito navideño «All I Want for Christmas Is You».[12]
- Durante la actuación en Brisbane, Carey realizó una versión de «Make It Happen».[11]

Referencia:

## Fechas
| Asia                    |              |               |                                                   |
| 4 de octubre de 2014    | Tokio        | Japón         | Makuhari Messe                                    |
| 6 de octubre de 2014    | Yokohama     | Japón         | Yokohama Arena                                    |
| 8 de octubre de 2014    | Seúl         | Corea del Sur | Estadio Olímpico de Seúl                          |
| 10 de octubre de 2014   | Pekín        | China         | Estadio de los Trabajadores                       |
| 12 de octubre de 2014   | Chengdú      | China         | Chengdu Sports Centre                             |
| 15 de octubre de 2014   | Chongqing    | China         | Chongqing Olympic Sports Center                   |
| 17 de octubre de 2014   | Tianjin      | China         | Estadio Olímpico                                  |
| 19 de octubre de 2014   | Shanghái     | China         | Estadio Hongkou                                   |
| 22 de octubre de 2014   | Kuala Lumpur | Malasia       | Stadium Merdeka                                   |
| 24 de octubre de 2014   | Singapur     | Singapur      | Estadio Nacional                                  |
| 26 de octubre de 2014   | Taipéi       | Taiwán        | Taipei World Trade Center Nangang Exhibition Hall |
| 28 de octubre de 2014   | Manila       | Filipinas     | Mall of Asia Arena                                |
| 30 de octubre de 2014   | Bangkok      | Tailandia     | Impact Arena                                      |
| Oceanía                 |              |               |                                                   |
| 2 de noviembre de 2014  | Perth        | Australia     | Sandalford Estate Swan Valley Winery              |
| 5 de noviembre de 2014  | Adelaide     | Australia     | Adelaide Enternaiment Centre                      |
| 7 de noviembre de 2014  | Melbourne    | Australia     | Rod Laver Arena                                   |
| 8 de noviembre de 2014  | Coldstream   | Australia     | Rochford Wines Yarra Valley                       |
| 10 de noviembre de 2014 | Sídney       | Australia     | Qantas Credit Union Arena                         |
| 13 de noviembre de 2014 | Auckland     | Nueva Zelanda | Vector Arena                                      |
| 16 de noviembre de 2014 | Brisbane     | Australia     | Sirromet Wines                                    |

### Asistencia y recaudaciones
| Lugar                       | Ciudad       | Entradas vendidas | Recaudación |
| --------------------------- | ------------ | ----------------- | ----------- |
| Makuhari Messe Arena        | Tokio        | 9 000 / 9 000     | —           |
| Workers Stadium             | Pekín        | 38 000 / 38 000   | —           |
| National Stadium            | Singapure    | 12 000 / 12 000   | —           |
| Rod Laver Arena             | Melbourne    | 5 744 / 6 847     | $642 148    |
| Rochford Wines              | Yarra Valley | 12 000 / 12 000   | $324 481    |
| Sídney Entertainment Centre | Sídney       | 7 772 / 7 772     | $994 219    |
| Sirromet Winery             | Brisbane     | 11 000 / 11 000   | $605 781    |